# Grónsko (1953–1979)
Grónsko bylo v letech 1953 až 1979 krajem (Amtem) Dánského království. Vzniklo udělením statutu kraje v roce 1953 a zaniklo roku 1979 udělením autonomie. Kraj spravoval guvernér.

## Historie
Roku 1953 se změnil statut Grónska z kolonie na samostatný kraj zavedením nové dánské ústavy. Gróňané získali dánské občanství, avšak v důsledku toho se změnila politika Dánska vůči Grónsku. Dánská vláda začala důsledně prosazovat dánštinu v úředních záležitostech. Také prosazovala, aby grónské děti absolvovaly terciární vzdělání v Dánsku. Mnoho dětí se tak vzdělávalo na internátech v jižním Dánsku a ztratili kulturní vazby na domovinu. To vedlo k hnutí za nezávislost, které vygradovalo v 70. letech 20. století.
Autonomie Grónska byla vyhlášena zákonem o autonomii, přičemž zákon vstoupil v platnost 1. května 1979. Tím Grónsko získalo svůj parlament a vládu, která má vliv na regionální politiku. Dánský parlament si ponechal plnou kontrolu nad zahraniční politikou, bezpečností a přírodními zdroji.

## Správa
Kraj spravoval guvernér Grónska, vybíraný z dánských úředníků. Působil jako předseda Grónské zemské rady a byl zodpovědný za fungování kraje.
| Roky        | Guvernér               |
| ----------- | ---------------------- |
| 1950 – 1960 | Poul Hugo Lundsteen    |
| 1960 – 1963 | Finn C. Nielsen        |
| 1963 – 1973 | Niels Otto Christensen |
| 1973 – 1979 | Hans Lassen            |